# Les Aventures de Salavin
Les Aventures de Salavin subtitulada Confession de minuit és una pel·lícula francesa dirigida per Pierre Granier-Deferre el 1963 i estrenada al cinema el 4 de novembre de 1964. El guió és una adaptació de la narració de Georges Duhamel titulada Confession de minuit publicada el 1920 i primer tom del cicle de contes Vie et aventures de Salavin del que la pel·lícula en pren el títol.

## Argument
Salavin és un home que viu feliçment amb la seva mare i que treballa en una oficina. Un dia el seu cap decideix acomiadar-lo arbitràriament i en no poder trobar un treball igual cau en l'autocompassió malgrat el suport de la seva mare i amics.

## Distribució
- Maurice Biraud: Louis Salavin
- Louis Bugette: Raymond Lanoue
- Charles Bouillaud: El cap de Salavin
- Geneviève Fontanel: Marthe Lanoue
- Julien Carette: Lhuillier, el rodamon
- Mona Dol: Mme Salavin, la mare de Louis
- Christiane Minazzoli: Marguerite
- Michel Duplaix :
- Henri Coutet :
- Jean Galland: El cap
- Clément Harari :
- Harry-Max: Un rodamon
- Abel Joris :
- Marie Mergey :
- Max Montavon :
- Michel Nastorg :
- Henri Revillon :
- Dominique Rozan :

## Premis
Premi Sant Sebastià d'interpretació masculina: Maurice Biraud, per Les aventures de Salavin, de Pierre Granier-Deferre.